# Écaquelon
Écaquelon es una localidad y comuna francesa situada en la región de Alta Normandía, departamento de Eure, en el distrito de Bernay y cantón de Montfort-sur-Risle.

## Demografía
| 361 | 372 | 300 | 357 | 426 | 428 |
| Para los censos de 1962 a 1999 la población legal corresponde a la población sin duplicidades (Fuente: INSEE [Consultar]) |     |     |     |     |     |

## Administración

### Entidades intercomunales
Écaquelon está integrada en la Communauté de communes Val de Risle. Además forma parte de diversos sindicatos intercomunales para la prestación de diversos servicios públicos:
- S.A.E.P du Roumois
- Syndicat de l'électricité et du gaz de l'Eure (SIEGE)
- S.I.V.O.S Charlemagne

### Riesgos
La prefectura del departamento de Eure incluye la comuna en la previsión de riesgos mayores  por la presencia de cavidades subterráneas.